# Čandígarh
Čandígarh (hindsky चण्डीगढ़, paňdžábsky ਚੰਡੀਗੜ੍ਹ, IAST: Caṇḍīgaṛha; anglicky Chandigarh) město a území na severu Indie. Má neobvyklý status: je hlavním městem dvou svazových států Harijána a Paňdžáb, na jejichž rozhraní leží, je však současně i svazovým územím Indické republiky a jako takový je spravován ústřední vládou v Dillí.
Když roku 1947 získaly Indie a Pákistán nezávislost, připadlo hlavní město Paňdžábu, Láhaur, Pákistánu. Pro nový indický svazový stát Paňdžáb muselo být nalezeno nové hlavní město. Volba padla na tehdejší ves Čandígarh. Když byl roku 1966 v rámci reorganizace Paňdžábu odtržen nový svazový stát Harijána (s hinduistickou většinou obyvatelstva), stal se Čandígarh, ležící na hranici obou států, i jeho hlavním městem a zároveň i svazovým územím. Území Čandígarhu nepatří ani k jednomu státu, ale požívá status svazového území.
Území Čandígarhu se skládá z města Čandígarh samotného, ze čtyř dalších menších měst a několika vesnic. V tabulce uvedená rozloha a počet obyvatel se vztahuje na celé území.
Na plánování města se na zvláštní přání tehdejšího ministerského předsedy Indie Džaváharlála Néhrúa podílel mimo jiné i známý švýcarský architekt Le Corbusier, který koncipoval město rozdělené do jednoúčelových zón, respektive sektorů. Sektor 17 je nákupní centrum, v sektoru 35 se nacházejí restaurace, hospůdky a bary. Další sektory jsou určeny k bydlení nebo práci. O tomto modulárním rozdělení města se diskutuje již od jeho založení. Architektonicky je město vysoce oceňováno, kritizovány jsou však například dlouhé cesty mezi jednotlivými zónami, které mají poněkud neobvyklou dynamiku.